# B2E
B2E(business-to-employee) 전자상거래는 기업들이 제품과 용역을 자사의 직원들에게 제공하는 것을 가능케 하는 비즈니스 간 네트워크를 사용한다. 일반적으로 기업들은 B2E 네트워크를 사용하여 직원 관련 회사 프로세스를 자동화한다. 소비자 웹사이트에는 오피스의 망에 연결된 사람들로부터 오는 상당한 트래픽이 있다.
B2E 응용의 예는 다음이 있다:
- 온라인 보험 정책 관리
- 온라인 공급 요청
- 특별 고객 오퍼
- 복리 후생 보고
- 401(k) 관리

## 같이 보기
- B2B